# Hugo Hudec

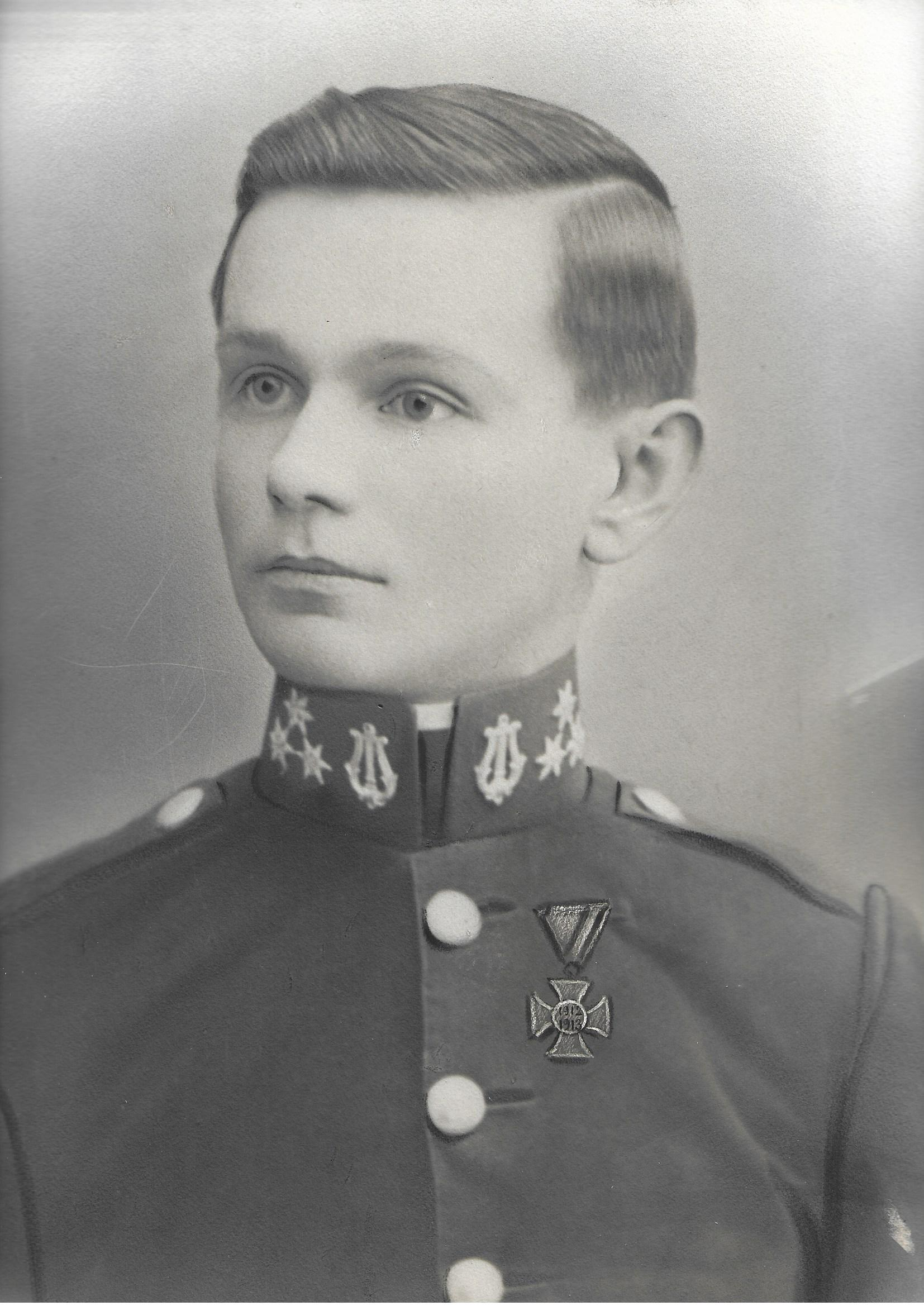
Hugo Hudec

Hugo Hudec (* 20. Juni 1893 in Groß-Enzersdorf; † 6. Dezember 1969 in Wien) war ein österreichischer Komponist und Kapellmeister.

## Leben
Hugo Hudec, der Sohn des Schmieds Franz Hudec und seiner Mutter Josefa Hudec geb. Cibulka, stammend aus Schwarzkirchen in Süd-Mähren, erblickte das Licht der Welt am 20. Juni 1893 in Groß-Enzersdorf. Schon in jungen Jahren und durch die gepflegte Hausmusik lernte Hugo Hudec, Geige und Klavier zu spielen.
1910 assentierte Hudec mit 17 Jahren, als längerdienender Unteroffizier, Feldwebel, als Regimentstambour im IR. Nr. 10 der Musikkapelle. Er diente dort bis 15. November 1918.
Hudec war seit Kriegsbeginn der Balkankrise ununterbrochen im Felde und war im Besitz des Erinnerungskreuzes 1912/1913. Im Ersten Weltkrieg wurde ihm auch das Silberne Verdienstkreuz mit Krone verliehen.
Hugo Hudec pflegte auch weiterhin seine musikalische Leidenschaft und leitete als Kapellmeister die 1. Floridsdorfer Bauernkapelle. In den weiteren Jahren musizierte Hugo Hudec als Kapellmeister der Schutzbundkapelle 21 und Eisfabrik Wien XX.
Am 19. Februar 1920 ehelichte Hugo Hudec Margarete, geborene Eschner. In dieser Lebensgemeinschaft war Hausmusik ein wichtiger emotionaler Bestandteil. Margarete war Cellistin.

## Werke
Es gibt drei unveröffentlichte Partituren für Streich- und Salon-Orchester
- Polka pour Kathi. Polka, Oktober 1935.[1]
- Die Nachtigall. Konzert Polka, Jänner 1936.[2]
- Berliner Parkanlagen. Polka France, Mai 1936.[3][4]